# Milan Perič
Milan Perič (12 de março de 1928 — 4 de maio de 1967) foi um ciclista olímpico tchecoslovaco. Representou sua nação em dois eventos nos Jogos Olímpicos de Verão de 1952.